# ۷۸۴ (میلادی)
۷۸۴ (میلادی) هفتصد و هشتاد و چهارمین سال تقویم میلادی است.

## درگذشتگان
‎